# بطولة أوروبا لكرة الماء للسيدات 2001
بطولة أوروبا لكرة الماء للسيدات 2001 كان الموسم التاسع من بطولة أوروبا لكرة الماء للسيدات، وجرت المنافسات في بودابست المجر، ونظمت من قبل الاتحاد الأوروبي للسباحة.

## النتائج
| م       | المنتخب |
| ------- | ------- |
| ذهبية   | المجر   |
| فضية    | إيطاليا |
| برونزية | روسيا   |
| الرابع  | اليونان |
| الخامس  | هولندا  |
| السادس  | إسبانيا |
| السابع  | ألمانيا |
| الثامن  | فرنسا   |
| التاسع  |         |
| العاشر  |         |